# حامد مرسي
حامد مرسي (5 يناير 1902 - 1 يناير 1982) ممثل ومغني مصري.

## حياته
ولد في إيتاي البارود التابعة لمحافظة البحيرة في عام 1902، ودرس في المعهد الأحمدي بطنطا، ثم سافر إلى القاهرة والتحق بفرقة جورج أبيض، ثم التحق بعدها بفرقة علي الكسار. شارك حامد مرسي بجوار المسرح في أعمال سينمائية عديدة، منها: (بداية ونهاية، زقاق المدق، شفيقة القبطية، أبي فوق الشجرة، مولد يا دنيا). توفي في يناير عام 1982. تزوج من الفنانة عقيلة راتب.
عاصر سيد درويش في آخر أيامه، وقد أعجب به سيد درويش، وأعطاه لحن (زوروني كل سنة مرة) وكان يغني اللحن قبل عرض المسرحيات لتسلية الجمهور فيعجب به الجمهور ويطلب منه الإعادة مرات عديدة ويتأخر عرض المسرحية. برع في أداء أغاني سيد درويش بشكل خاص ولقب ببلبل مصر وأشتهر بأغنيات أم كلثوم.
انضم لفرقة جورج ابيض المسرحية وبعدها بفرقة علي الكسار وبلغ أوج توهجه في مطلع الأربعينات. لم يتوافق مع التطور الموسيقي الذي قاده محمد عبد الوهاب فاضطر إلى اعتزال الغناء. تولّى الإشراف على المسرح الشعبي .

## من مسرحياته
- ورد شاء
- سرقوا الصندوق يا محمد
- عبود عبده عبود

## من أغنياته
- أنا المصري
- أغنيات لسيد درويش

## فيلموجرافيا
| - بواب العمارة (1935) - اليد السوداء (1936) - ألف ليلة وليلة (1940) - الغيرة (1946) .... مدير الانتاج - إغراء (1957) - وكر الملذات (1957) - حب من نار (1958) - بداية ونهاية (1960) - طريق الدموع (1961) | - حياتي هي الثمن (1961) - شفيقة القبطية (1962) - بين القصرين (1962) - بياعة الجرايد (1963) - زقاق المدق (1963) - العزاب الثلاثة (1964) - هي والرجال (1965) - الراهبة (1965) - المشاغبون (1965) | - ثمن الحرية (1967) - العيب (1967) - لعبة الرجال (1968)- مسلسل - مراتي مجنونة مجنونة مجنونة (1968) - حب وخيانة (1968) - أبواب الليل (1969) - أبي فوق الشجرة (1969) - الحلوة عزيزة (1969) | - فتاة الاستعراض (1969) - أنت اللي قتلت بابايا (1970) - زوجة لخمسة رجال (1970) - ورد وشوك (1970) - عبود عبده عبود [مسرحية] (1970) - البيانولا (1971) - شباب في العاصفة (1971) - ذئاب على الطريق (1972) | - السلم الخلفي (1973) - السكرية (1973) - أرملة ليلة الزفاف (1974) - امبراطورية المعلم (1974) - لا تتركني وحدي (1975) - مولد يا دنيا (1976) - الحياة نغم (1976) - سلطانة الطرب (1978) |

## وصلات خارجية
- حامد مرسي على موقع IMDb (الإنجليزية)
- حامد مرسي على موقع الدهليز
- حامد مرسي على موقع قاعدة بيانات الأفلام العربية